# Luca Holtzhausen
Luca Holtzhausen, né le 19 janvier 2004, est un nageur sud-africain.

## Carrière
Luca Holtzhausen remporte aux Championnats d'Afrique de natation 2021 à Accra la médaille d'argent sur 4 × 200 mètres nage libre mixte. Il dispute également lors de cette compétition les épreuves juniors, remportant l'or sur 4 × 100 mètres quatre nages et sur 4 × 100 mètres nage libre mixte, ainsi que l'argent sur 4 × 100 mètres nage libre et 4 × 200 mètres nage libre.